# 兵庫県道306号池上杉線
兵庫県道306号池上杉線（ひょうごけんどう306ごう いけがみすぎせん）は、兵庫県丹波篠山市を通る一般県道である。

## 概要
丹波篠山市池上から丹波篠山市東吹に至る。一部で国鉄篠山線の廃線跡を転用している。

### 路線データ
- 起点：丹波篠山市池上（糯ケ坪（もちがつぼ）交差点、兵庫県道77号篠山山南線交点）
- 終点：丹波篠山市東吹（東吹交差点、兵庫県道299号大沢新東吹線交点）
- 総延長：3.599 km

## 路線状況

### 道路施設

#### 橋梁
- 野中橋（尾根川、丹波篠山市）
- 丸山橋（小枕川、丹波篠山市）

## 地理

### 通過する自治体
- 丹波篠山市

### 交差する道路
| 交差する道路                                                      | 交差する場所 | 交差する場所                      |
| ----------------------------------------------------------------- | ------------ | --------------------------------- |
| 兵庫県道77号篠山山南線                                            | 池上         | 糯ケ坪（もちがつぼ）交差点 / 起点 |
| 兵庫県道49号三田篠山線                                            | 北           | 北交差点                          |
| 兵庫県道299号大沢新東吹線 / 本線 兵庫県道299号大沢新東吹線 / 別線 | 東吹         | 東吹交差点 / 終点                 |

### 沿線
- 丹波篠山市立八上小学校（起点付近）